# Zhiqian (köpinghuvudort i Kina, Jiangsu Sheng, lat 31,62, long 119,49)
Zhiqian (kinesiska: 指前, 指前镇) är en köpinghuvudort i Kina. Den ligger i provinsen Jiangsu, i den östra delen av landet, omkring 82 kilometer sydost om provinshuvudstaden Nanjing. Antalet invånare är 31 552. Befolkningen består av 16 424 kvinnor och 15 128 män. Barn under 15 år utgör 9,0 %, vuxna 15-64 år 72 %, och äldre över 65 år 17,0 %.
Runt Zhiqian är det tätbefolkat, med 636 invånare per kvadratkilometer. Närmaste större samhälle är Xuebu, 15,8 km nordväst om Zhiqian. 
Genomsnittlig årsnederbörd är 1 525 millimeter. Den regnigaste månaden är juli, med i genomsnitt 289 mm nederbörd, och den torraste är januari, med 43 mm nederbörd.